# Бир
Вижте пояснителната страница за други значения на Бир.
Бир (на английски: Birr, наричан също Парсънстаун, на английски Parsonstown, на ирландски Biorra, Бър) е град в централната част на Ирландия, графство Офали на провинция Ленстър. Разположен е край река Литъл Бросна. Намира се на 38 km югозападно от административния център на графството град Тъламор. Основан е през 1620 г. Шосеен транспортен възел. Има летище. Имал е жп гара от 8 март 1858 г. до 1 януари 1963 г. Обект на туризъм заради замъка „Бир Касъл“. Населението му е 4091 жители от преброяването през 2006 г. 